# Jonas Omlin
Jonas Omlin (Sarnen, 10 januari 1994) is Zwitsers voetballer die als keeper speelt. Sinds januari 2023 speelt hij voor de Duitse Bundesligaclub Borussia Mönchengladbach, die hem in januari 2023 kocht van Franse eersteklasser  Montpellier HSC voor 7 miljoen euro. Jonis Omlin werd aangetrokken als vervanger van Yann Sommer die in de wintermercato naar Bayern München vertrok.
Sinds augustus 2023 is hij kapitein van Borussia Mönchengladbach.

## Erelijst
Als speler
| Schweizer Cup | 1x | 2018/19 |

1 Sommer ·
2 Mbabu ·
3 Widmer ·
4 Elvedi ·
5 Akanji ·
6 Zakaria ·
7 Embolo ·
8 Freuler ·
9 Seferović ·
10 Xhaka  ·
11 Vargas ·
12 Mvogo ·
13 Rodríguez ·
14 Zuber ·
15 Sow ·
16 Fassnacht ·
17 Benito ·
18 Mehmedi ·
19 Gavranović ·
20 Fernandes ·
21 Omlin ·
21 Kobel ·
22 Schär ·
23 Shaqiri ·
24 Omeragić ·
25 Cömert ·
26 Lotomba ·
Coach: Petković
1 Sommer ·
2 Fernandes ·
3 Widmer ·
4 Elvedi ·
5 Akanji ·
6 Zakaria ·
7 Embolo ·
8 Freuler ·
9 Seferović ·
10 Xhaka  ·
11 Steffen ·
12 Omlin ·
13 Rodríguez ·
14 Aebischer ·
15 Sow ·
16 Fassnacht ·
17 Vargas ·
18 Cömert ·
19 Okafor ·
20 Frei ·
21 Kobel ·
22 Schär ·
23 Shaqiri ·
24 Köhn ·
25 Rieder ·
26 Jashari ·
Coach: Yakin